# Sanatorium
Et kursted, en kuranstalt, et velværecenter eller et sanatorium er alle helbredelses- eller forebyggelsesinstitutioner. Kurgæster kan blive behandlet for en enkelt sygdom. Der kan også være tale om generel forebyggelse. Behandlingen består f.eks. af kurbade, sauna, afstressende massage, motionsprogrammer, forskønning (manicure og pedicure eller lignende) og inkluderer normalt et (hotel)ophold med overnatning, et kurophold. Anstalten er ofte placeret i naturskønne omgivelser.
Af danske anstalter kan bl.a. nævnes: Skodsborg Badesanatorium som åbnedes i 1898 og eksisterer stadig under navnet Skodsborg Kurhotel og Spa, Vejlefjord Sanatorium der blev indviet i år 1900 som det første tuberkulosebehandlingssted i Danmark og Astmahjemmet i Kongsberg, Norge, drevet af Dansk Røde Kors 1949-1979.
De forskelligartede behandlinger har lagt navne til en række sanatorier: Nervesanatorium (psykiske lidelser), gigtsanatorium, badesanatorium.

## Kurbyer
I nogle lande bliver bestemte byer statsligt anerkendt som kursteder. Det gælder bl.a. Tyskland og Tjekkiet. I disse lande afspejles denne status ofte i byernes navne. I Tyskland udnævnes således Kurorte og Badeorte med et bestemt prædikat, f.eks. som Luftkurort (luft og klima sundhedsfremmende) eller Heilbad. I England nævnes byer med betegnelsen Spa.